# Laberweinting
Laberweinting ist eine Gemeinde im niederbayerischen Landkreis Straubing-Bogen.

## Geographie

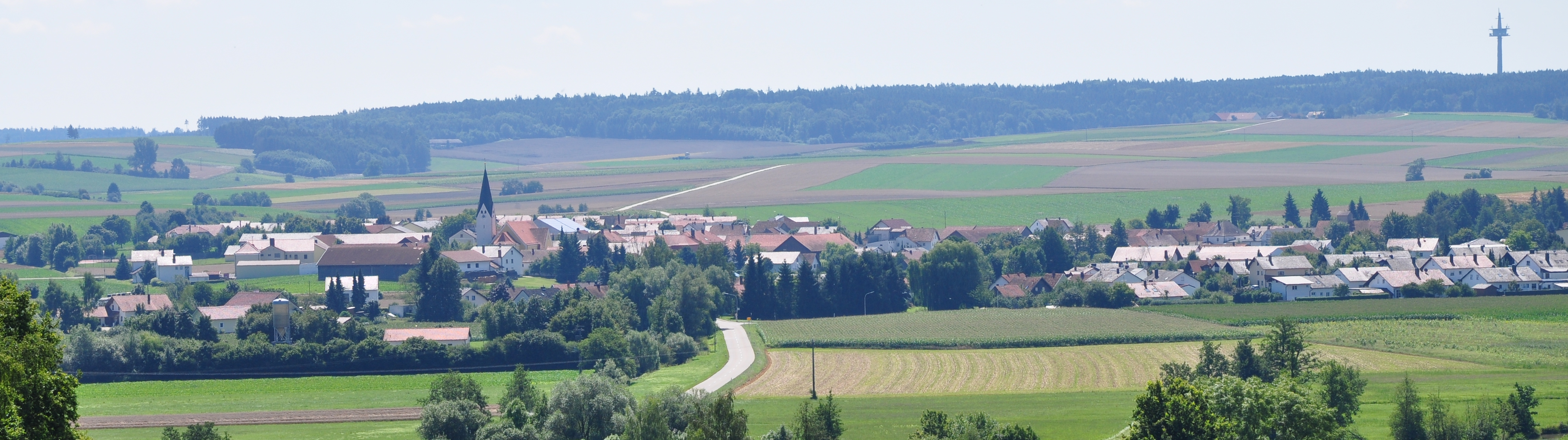
Blick über das Tal der Kleinen Laaber auf Laberweinting

Die Gemeinde liegt etwa 30 Kilometer südöstlich von Regensburg. Die Große und die Kleine Laber, der Bayerbach und der Grafentraubach berühren bzw. durchfließen große Teile des Gemeindegebiets.

### Gemeindegliederung
Es gibt 31 Gemeindeteile:
- Allkofen
- Arnkofen
- Asbach
- Aumühle
- Brech
- Bruckhof
- Eckenthal
- Eitting
- Franken
- Grafentraubach
- Haader
- Habelsbach
- Haimelkofen
- Hakirchen
- Hart
- Hinterbach
- Hofkirchen
- Kreuth
- Laberweinting
- Leitersdorf
- Neuhofen
- Obergraßlfing
- Ödwiesen
- Osterham
- Poschenhof
- Reichermühle
- Reuth
- Ruhstorf
- Schloh
- Untergraßlfing
- Weichs
- Zeißlhof

Es gibt die Gemarkungen Allkofen, Grafentraubach, Haader, Hofkirchen, Laberweinting und Oberellenbach.

## Geschichte

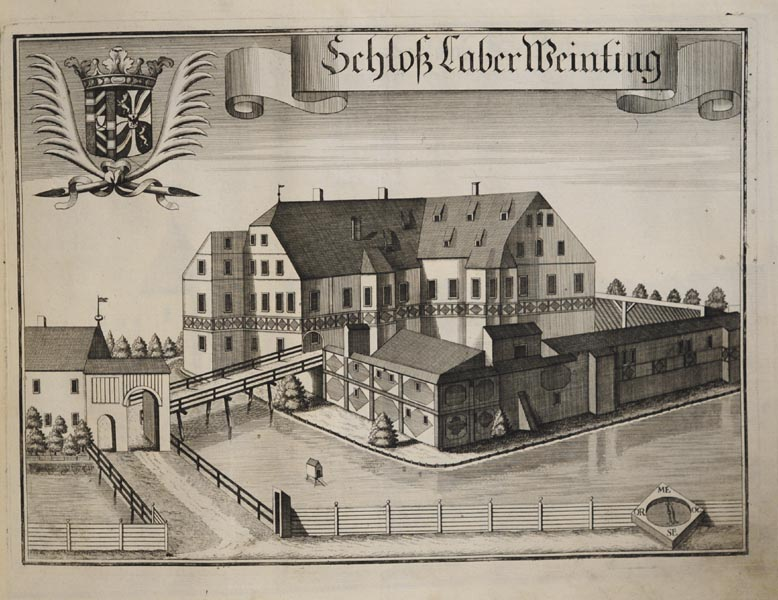
Schloss Laberweinting im 18. Jahrhundert (Stich von Michael Wening)

### Bis zum 19. Jahrhundert

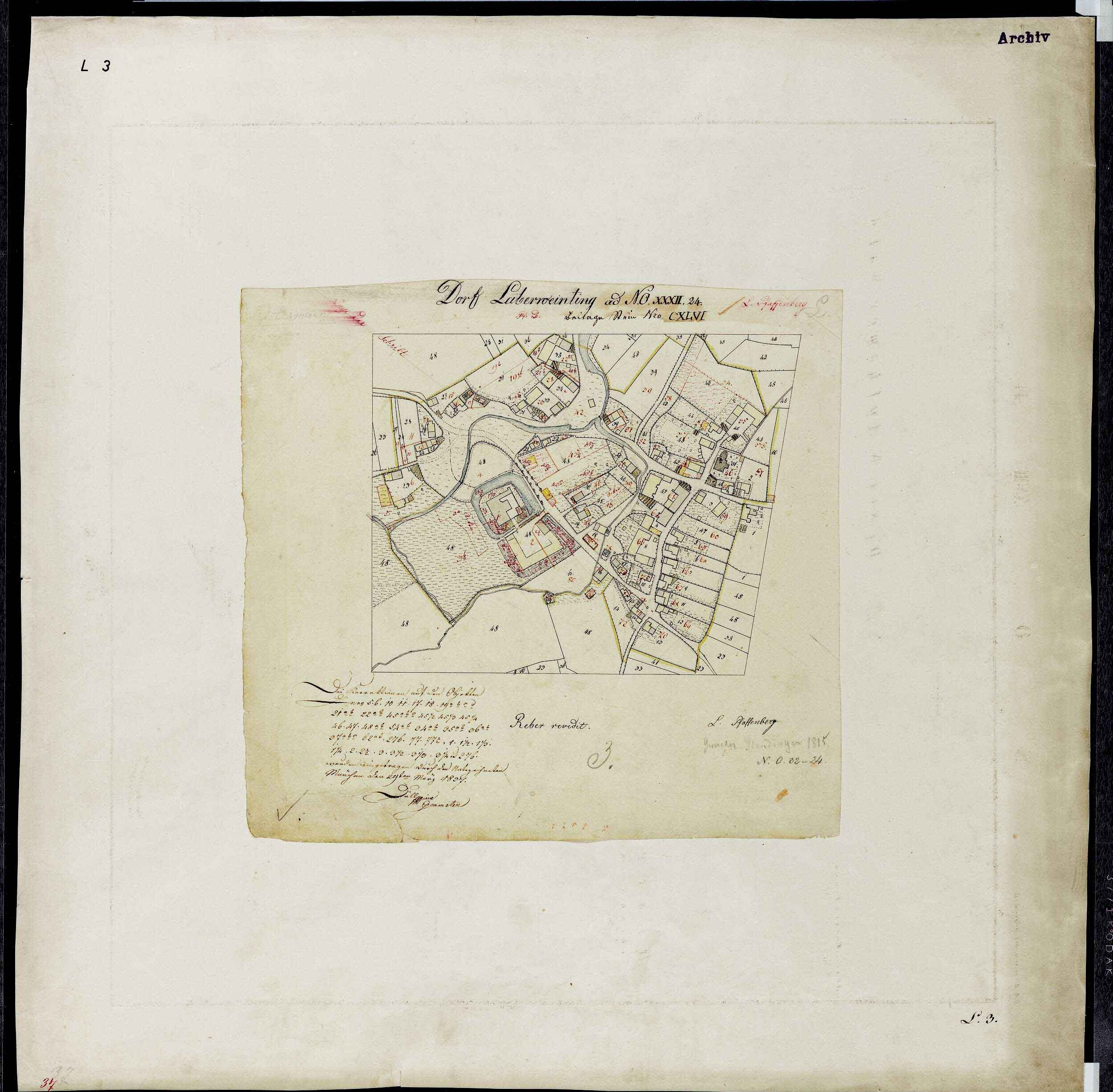
Ortsblatt der Uraufnahme (1815)

Etwa um 790 wird im Urbar von Kloster Niederaltaich Wihmvntiga (Kopie von 1254) bzw. Wimtingen (Kopie des 11. Jahrhunderts) erwähnt, abgeleitet von dem Personennamen Wihmunt. Im Jahre 1292 erschien in einer Urkunde des Hochstifts Regensburg Laberweimpting, vermutlich zur Unterscheidung von dem Regensburger Stadtteil Burgweinting. Nach Laberwei(n)tig und Loberweinting bezeichnete Philipp Apian den Ort um ca. 1579 als Laberweinting.
Laberweinting war eng mit dem Hochstift Regensburg verbunden, das nachweislich seit dem 13. Jahrhundert Grundbesitz in Laberweinting hatte. Die alte Pfarrei Laberweinting war dem Domkapitel Regensburg inkorporiert. Auf Schloss Laberweinting, dem Sitz der Hofmark Laberweinting, residierten von 1422 bis etwa 1448 die Fraunberger. Ihnen machten die Aichberger Laberweinting streitig, andere Besitzer der offenen (geistlichen) Hofmark waren die Leibelfinger und zuletzt mehr als zwei Jahrhunderte lang die Königsfelder. Laberweinting gehörte im Kurfürstentum Bayern zum Rentamt Landshut und zum Landgericht Kirchberg. Am 14. Oktober 1808 erkaufte Graf Maximilian von Montgelas die Hofmark Laberweinting. Im Jahre 1809 wurde Laberweinting zum Majorat und nach dessen Abschaffung zum Fideikommiss erklärt.
Aus dem Steuerbezirk Laberweinting ging 1818 mit dem zweiten Gemeindeedikt die gleichnamige Gemeinde hervor. Im Jahre 1833 verkaufte Graf Montgelas Laberweinting. Im selben Jahr wurde Schloss Sallach Sitz des Patrimonialgerichtes Laberweinting und blieb es bis zu dessen Auflösung 1848.

### NS-Diktatur
Von August 1944 bis zum April 1945 existierte in Laberweinting in der ehemaligen Ammer-Brauerei eine Tötungseinrichtung für neugeborene Kinder von Zwangsarbeiterinnen im Kreis Mallersdorf/Rottenburg. 64 Säuglinge polnischer, ukrainischer und russischer Abstammung fanden im so genannten „Polenkinderlager“ den Tod durch Vernachlässigung, Unterernährung und Krankheit. Hauptverantwortliche waren NS-Kreisleiter Eduard Mendler und dessen Vize Emil Bassmann.

### Kreiszugehörigkeit
Laberweinting gehörte zum Landkreis Mallersdorf und wurde am 1. Juli 1972 in den neu gebildeten Landkreis Straubing-Bogen übernommen.

### Eingemeindungen
Im Zuge der Gebietsreform in Bayern wurden am 1. Januar 1972 die Gemeinden Eitting, Grafentraubach und Graßlfing eingegliedert. Allkofen, Haader, Hofkirchen (mit den im Jahr 1945 oder 1946 eingemeindeten Orten Haimelkofen und Osterham sowie mit den am 1. Januar 1970 eingegliederten Gemeindeteilen von Asbach) und Weichs kamen am 1. Mai 1978 hinzu.

### Einwohnerentwicklung
Im Zeitraum 1988 bis 2018 wuchs die Gemeinde von 3243 auf 3390 um 147 Einwohner bzw. um 4,5 %. Am 31. Dezember 2004 zählte Laberweinting 3487 Einwohner.
| Jahr      | 1840 | 1871 | 1900 | 1925 | 1939 | 1950 | 1961 | 1970 | 1987 | 1995 | 2000 | 2005 | 2010 | 2015 | 2022 |
| Einwohner | 2639 | 3010 | 3249 | 3512 | 3211 | 4656 | 3599 | 3405 | 3280 | 3412 | 3419 | 3474 | 3384 | 3404 | 3485 |

## Politik

### Gemeinderat
Die Gemeinderatswahl am 15. März 2020 ergab aufgrund der Stimmenanteile folgende Sitzverteilung:
- CSU: 10 Sitze (Stimmenanteil 61,95 %)
- Christliche Wählerunion: 6 Sitze (38,05 %)

Die Wahlbeteiligung lag bei 74,85 %.

### Bürgermeister
Erster Bürgermeister ist seit 1. Mai 2014 Johann Grau (CSU). Er wurde bei der Wahl 2020 mit 72,06 % bis 2026 bestätigt.

### Gemeindefinanzen
Im Statistischen Jahrbuch 2023 sind für das Haushaltsjahr 2022 Gemeindesteuereinnahmen in Höhe von 3.844.000 € ausgewiesen, davon 1.102.000 € Gewerbesteuereinnahmen.
Seit Juli 2012 ist die Gemeinde schuldenfrei.

### Wappen
| Wappen Gde. Laberweinting | Blasonierung: „Gespalten durch einen silbernen Wellenpfahl von Blau und Rot; vorne ein silberner Zinnenturm, hinten ein silberner Schrägbalken.“ |
| Wappen Gde. Laberweinting | Wappenbegründung: Der silberne Wellenpfahl symbolisiert die vier Wasserläufe, die das Gemeindegebiet berühren oder durchfließen: Die Große Laaber begrenzt die Gemeinde im Norden, der Bayerbach und der Traubach münden in die Kleine Laaber. Von der Laaber ist auch das Bestimmungswort des Gemeindenamens abgeleitet. Der silberne Zinnenturm im blauen Feld sollte ursprünglich (1961) nur an das ehemalige Schloss Laberweinting, Sitz einer Hofmark, und die dort von 1422 bis etwa 1448 ansässigen Fraunberger erinnern. Nun repräsentiert der Turm auch die Schlösser Grafentraubach, Eitting und Habelsbach. Der silberne Schrägbalken in Rot ist das Schildbild des Hochstifts Regensburg, das nachweislich seit dem 13. Jahrhundert Grundbesitz in Laberweinting hatte; die Pfarrei Laberweinting mit Filialkirche Eitting und Benefizium Haader und die Pfarrei Hofkirchen mit Filialkirche Weichs waren dem Domkapitel inkorporiert. Dieses Wappen wird seit 1961 geführt. |

## Kultur und Sehenswürdigkeiten

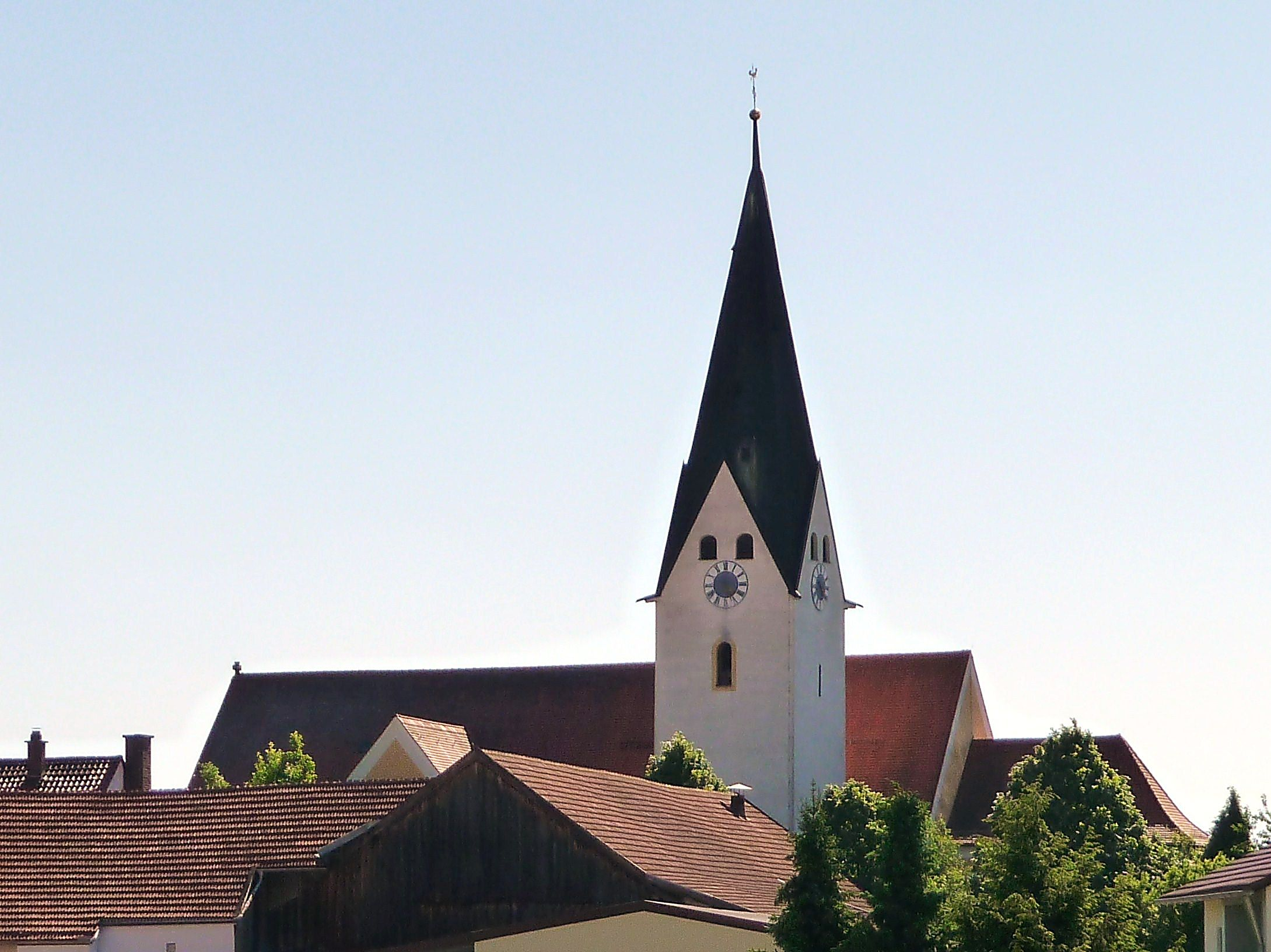
Pfarrkirche St. Martin

- Im Gemeindeteil Eitting befindet sich im Wald eine Keltenschanze.
- In Grafentraubach befindet sich ein Schloss das einst auch den Grafen Seinsheim von Sünching gehört hatte.
- Pfarrkirche St. Martin. Sie wurde 1679 bis 1681 erbaut und 1912/13 vergrößert. Der Hauptaltar hat reiches Akanthuswerk um 1700, an den Seitenaltären befinden sich Holzfiguren aus dem 18. Jahrhundert. Die Orgel stammt von Orgelbauer Weise aus Plattling.[12]
- Im Gemeindeteil Habelsbach findet sich das zu einem Wohnhaus umgebaut Schloss Habelsbach.

## Wirtschaft und Infrastruktur

### Wirtschaft
Im Jahr 2022 gab es nach der amtlichen Statistik im Bereich der Land- und Forstwirtschaft 4, im produzierenden Gewerbe 189 und im Bereich Handel, Verkehr, Gastgewerbe 75 sozialversicherungspflichtig Beschäftigte am Arbeitsort. In sonstigen Wirtschaftsbereichen waren am Arbeitsort 114 Personen sozialversicherungspflichtig beschäftigt. Sozialversicherungspflichtig Beschäftigte am Wohnort gab es insgesamt 1443. Im verarbeitenden Gewerbe gab es zwei, im Bauhauptgewerbe sechs Betriebe. Im Jahr 2020 bestanden zudem 106 landwirtschaftliche Betriebe mit einer landwirtschaftlich genutzten Fläche von insgesamt 4261 ha, davon waren 3921 ha Ackerfläche und 332 ha Dauergrünfläche.

### Bildung
Es gibt folgende Einrichtungen:
- Kindergarten: Die Gemeinde verfügte 2023 über zwei Kindertageseinrichtungen mit 78 genehmigten Plätzen, von denen 76 belegt waren. Zusätzlich gibt es seit 2011 den Waldkindergarten Hart.
- Die Grundschule Laberweinting unterrichtet mit sechs hauptamtlichen Lehrkräften 123 Schülerinnen und Schüler (Stand 2022/23)[13]

### Telekommunikation – Breitband
- 1979 wurde der 103 Meter hohe Fernmeldeturm Hofkirchen der Deutschen Telekom AG vom Typ FMT 12 errichtet. Er steht östlich des Ortsteils Hofkirchen bei 48° 45′ 38″ N, 12° 20′ 5″ E.
- Seit Februar 2015 verfügen fast alle Gemeindeteile über Internetverbindungen eines privaten Anbieters mit VDSL (Mindestgeschwindigkeit von 31 MBit/s).

## Persönlichkeiten
- Vinzenz Guggenberger (1929–2012), römisch-katholischer Theologe und Weihbischof in Regensburg.
- Josef Zellmeier (* 1964), deutscher Politiker (CSU)